# فاتح شاهين
فاتح شاهين (بالتركية: Faith Şahin)‏ (ولد في 20 أبريل من عام 1979، تركيا) وهو سياسي تركي. ونائب حالي وسابق في البرلمان التركي لأكثر من دورة ممثلا عن حزب العدالة والتنمية.